# Більбао
Більба́о (ісп. Bilbao, баск. Bilbo) — місто і муніципалітет на півночі Іспанії, у Країні Басків. Адміністративний центр провінції Біская. Населення — 344 127 осіб (2022). Розташоване на відстані близько 320  км на північ від Мадрида.

## Назва
Офіційна назва міста  — Більбао, як відомо, більшістю мов світу. «Більбао» і «Більбо», історичне ім'я Більбо, а Більбао офіційна назва. Хоча термін «Більбо» немає в старих документах, у п'єсі Вільяма Шекспіра є посилання на мечі імовірно з Біскайського заліза, яке називається «bilboes», припускаючи, що це слово використовувалося в XVI столітті.
Немає єдиної думки серед істориків про походження назви. Загальноприйнятою є така, що до XIV століття місто управлялося незалежними правителями території, яких звали Сеньйори де Субіальдеа (ісп. Senores de Zubialdea), також відомі як Сеньйори де ла Велья Більбао. Символами їхньої спадщини є вежа і церква.

## Географія
Великий порт на судноплавній річці Нервіоні, за 12 км від узбережжя Біскайської затоки. Залізничний вузол. Найважливіший в Іспанії центр чорної металургії, що розвинулась на базі місцевих родовищ залізної руди. Суднобудівна, машинобудівна, хімічна, електротехнічна, скляна, текстильна промисловість. Вивіз залізної руди, свинцю, а також сардин; ввіз кам'яного вугілля. Аеропорт.

### Клімат
Більбао знаходиться у зоні, котра характеризується морським кліматом. Найтепліший місяць — серпень із середньою температурою 20,3 °C (68,5 °F). Найхолодніший місяць — січень, із середньою температурою 9 °С (48,2 °F).
| Клімат Більбао          | Клімат Більбао | Клімат Більбао | Клімат Більбао | Клімат Більбао | Клімат Більбао | Клімат Більбао | Клімат Більбао | Клімат Більбао | Клімат Більбао | Клімат Більбао | Клімат Більбао | Клімат Більбао | Клімат Більбао |
| Показник                | Січ.           | Лют.           | Бер.           | Квіт.          | Трав.          | Черв.          | Лип.           | Серп.          | Вер.           | Жовт.          | Лист.          | Груд.          | Рік            |
| Абсолютний максимум, °C | 21             | 27             | 30             | 33             | 35             | 37             | 42             | 40             | 41             | 37             | 27             | 25             | 42             |
| Середній максимум, °C   | 13,2           | 14,5           | 15,9           | 16,8           | 20,1           | 22,6           | 25,2           | 25,5           | 24,4           | 20,8           | 16,4           | 14             | 19,1           |
| Середня температура, °C | 9              | 9,8            | 10,8           | 11,9           | 15,1           | 17,6           | 20             | 20,3           | 18,8           | 15,8           | 12             | 10             | 14,3           |
| Середній мінімум, °C    | 4,7            | 5,1            | 5,7            | 7,1            | 10,1           | 12,6           | 14,8           | 15,2           | 13,2           | 10,8           | 7,6            | 6              | 9,4            |
| Абсолютний мінімум, °C  | −6             | −5             | −2             | 0              | 2              | 2              | 8              | 7              | 5              | −1             | −5             | −2             | −6             |
| Норма опадів, мм        | 126            | 97             | 94             | 124            | 90             | 64             | 62             | 82             | 74             | 121            | 141            | 116            | 1195           |
| ----------------------- | -------------- | -------------- | -------------- | -------------- | -------------- | -------------- | -------------- | -------------- | -------------- | -------------- | -------------- | -------------- | -------------- |
| Джерело: Weatherbase    |                |                |                |                |                |                |                |                |                |                |                |                |                |

## Історія
У стародавні часи,  замість сучасного міста, розташовувалося рибальське село. Більбао був заснований приблизно в 1300 році, правителем Біскайї. Новостворене місто отримало широкі привілеї, що стало причиною стрімкого розвитку від села до одного з найважливіших торгових центрів Північної частини Піренейського півострова. Так, найбільш тісні торговельні зв’язки вдалося встановити з головними портами Фландрії (один з районів сучасної Бельгії) та Великої Британії.
Після свого заснування на початку XIV-го століття Дієго Лопес V де Аро, головою впливового сімейства Харо, Більбао став комерційним центром Країни Басків, який мав важливе значення в Зеленій Іспанії. Це було пов'язано з його портовою діяльністю, заснованою на експорті заліза, видобутого з Бійскайських кар'єрів. Протягом усього дев'ятнадцятого століття і на початку двадцятого, Більбао пережив період розвитку важкої індустрії, що робить його індустріальним центром та другою найбільш промислово розвиненою областю Іспанії, після Барселони. Водночас демографічний вибух і зростання населення призвело до поглинання кількох сусідніх муніципальних утворень. Більбао є енергійним сервіс-містом, яке відчуває постійний соціальний, економічний і естетичний процес активізації діяльності, розпочатої зі знакового Більбао Музею Гуггенхайма, і продовжили інвестиції в інфраструктуру, наприклад, термінал аеропорту, систему швидкісного транспорту, трамвайну лінію, Alhondiga, і в цей час в стадії розробки Abandoibarra і Zorrozaurre відновлювальні проєкти.
Більбао також є домом футбольного клубу «Спортивний клуб Більбао», що є значним символом баскського націоналізму й одним з найуспішніших клубів в історії футболу Іспанії.

## Демографія
Динаміка населення (INE ):

## Релігія
- Центр Більбаоської діоцезії Католицької церкви.

## Міста-побратими
- Тбілісі
- Буенос-Айрес
- Сант-Адріа-да-Базос
- Піттсбург
- Росаріо
- Бордо
- Ціндао
- Медельїн

## Відомі люди
- Енріке Фернандес Родригес (1935—1993) — український художник іспанського походження.
- Гаїска Мендьєта (* 1974) — іспанський футболіст

## Галерея

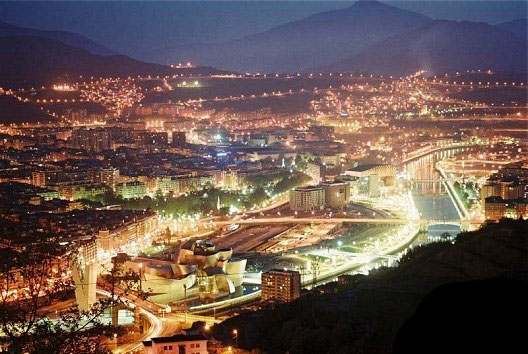
Більбао вночі
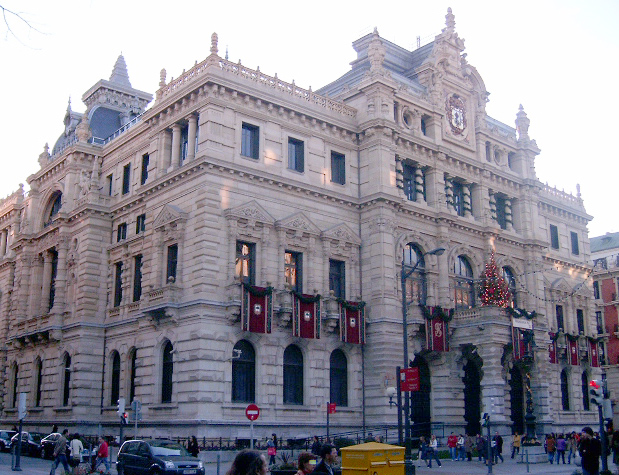
Провінційна рада Біскайї
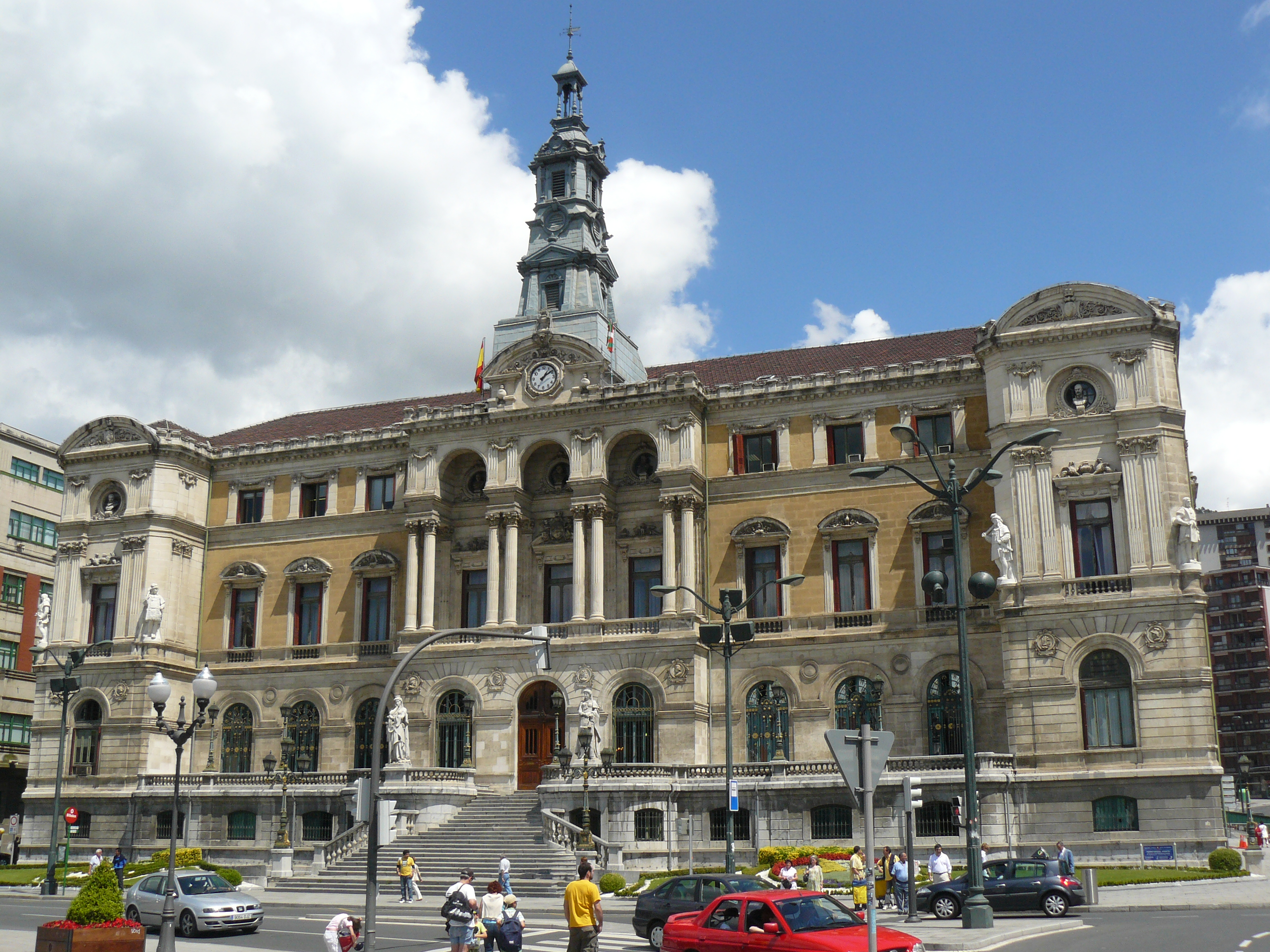
Муніципальна рада
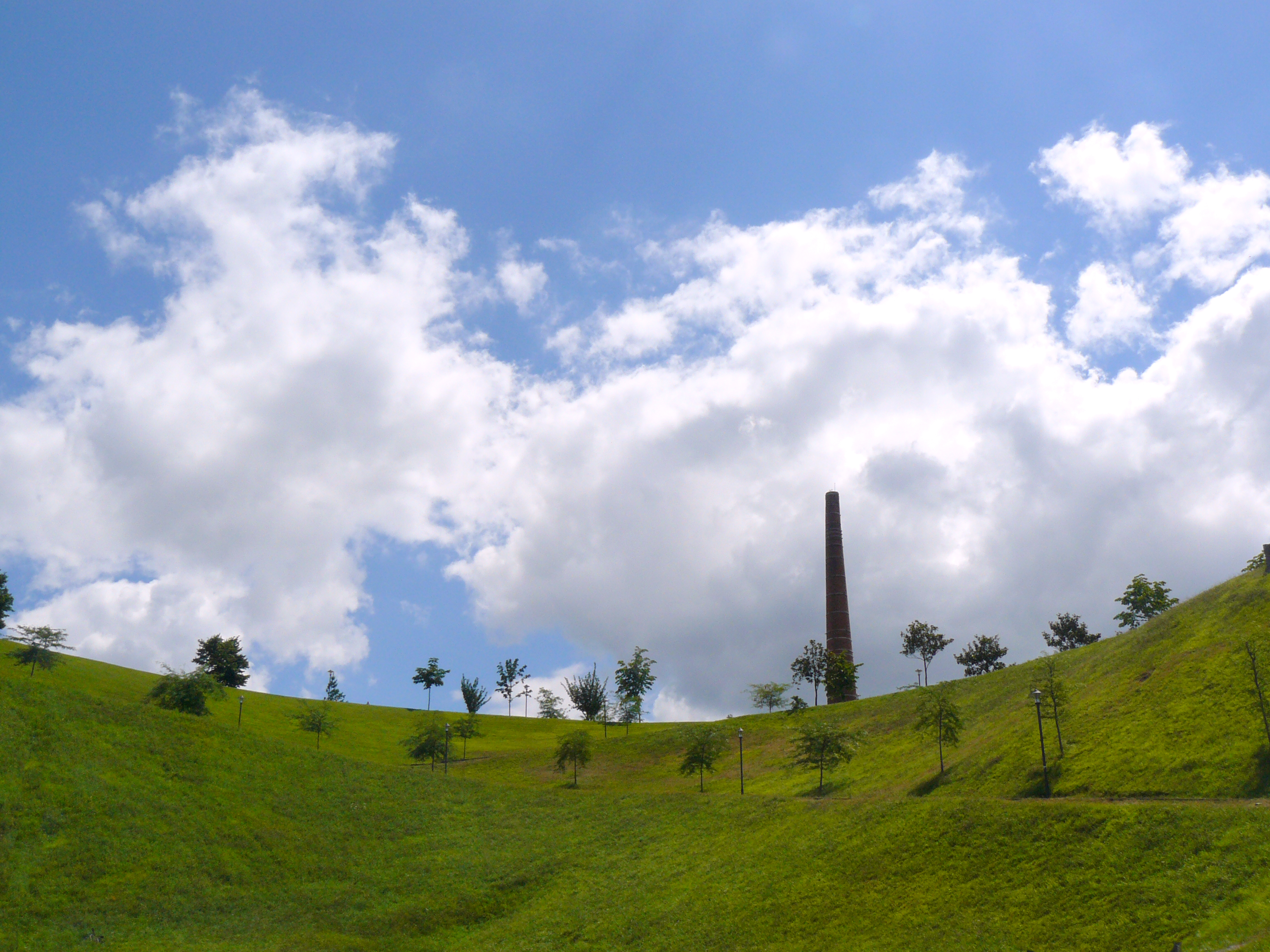
Парк Ечебарріа
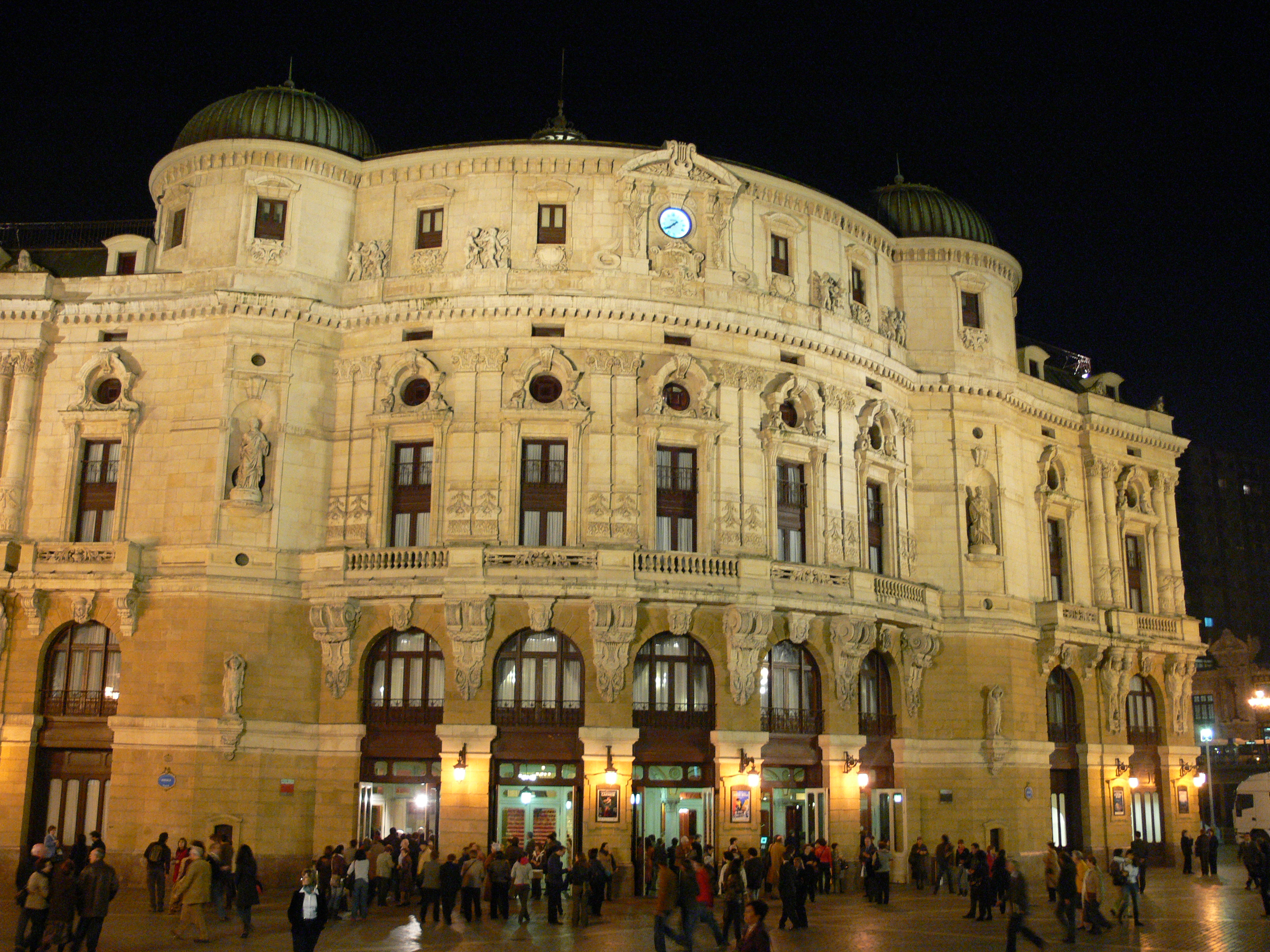
Театр Арріага